# Johan Anker
Johan August Anker, född 26 juni 1871 i Fredrikshald i Norge, död där 2 oktober 1940, var en norsk seglare och konstruktör av flera segelbåtar. Han var son till Christian Anker, en välbärgad industriägare med stora intressen i trä-, sten- och gruvindustrin. Johan Anker var från 1910 gift med författarinnan Nini Roll Anker.
Johan Anker vann som rorsman en OS-guldmedalj i OS 1912 i 12mR klassen i Nynäshamn med Alfred Larsens båt Magda IX, som han själv hade konstruerat. Vid OS 1928  vann Anker en guldmedalj i 6mR tillsammans Norges dåvarande  kronprins Olav. Anker seglade även 8mR där han även har medaljer.
Johan Anker ritade runt 400 båtar varav drygt 50 st 6mR, 52st 8mR samt flera 10mR och 12mR. Anker konstruerade draken, en entypsbåt 1929 som är en av hans mest kända konstruktioner i Sverige. Draken tillkom genom en konstruktionstävling utlyst av GKSS, för vilken man angivit att man önskade en "relativt snabb, lagom stor och sjöduglig häckbåt med ett för seglaren tilltalande yttre". Fyra förslag inkom och GKSS antog alltså Ankers förslag. Man lät härvid Hjalmar Johansson i Kungsviken på Orust bygga tre båtar, som utlottades 1929. Till sommaren 1929 byggdes samtidigt sex båtar i Danmark.

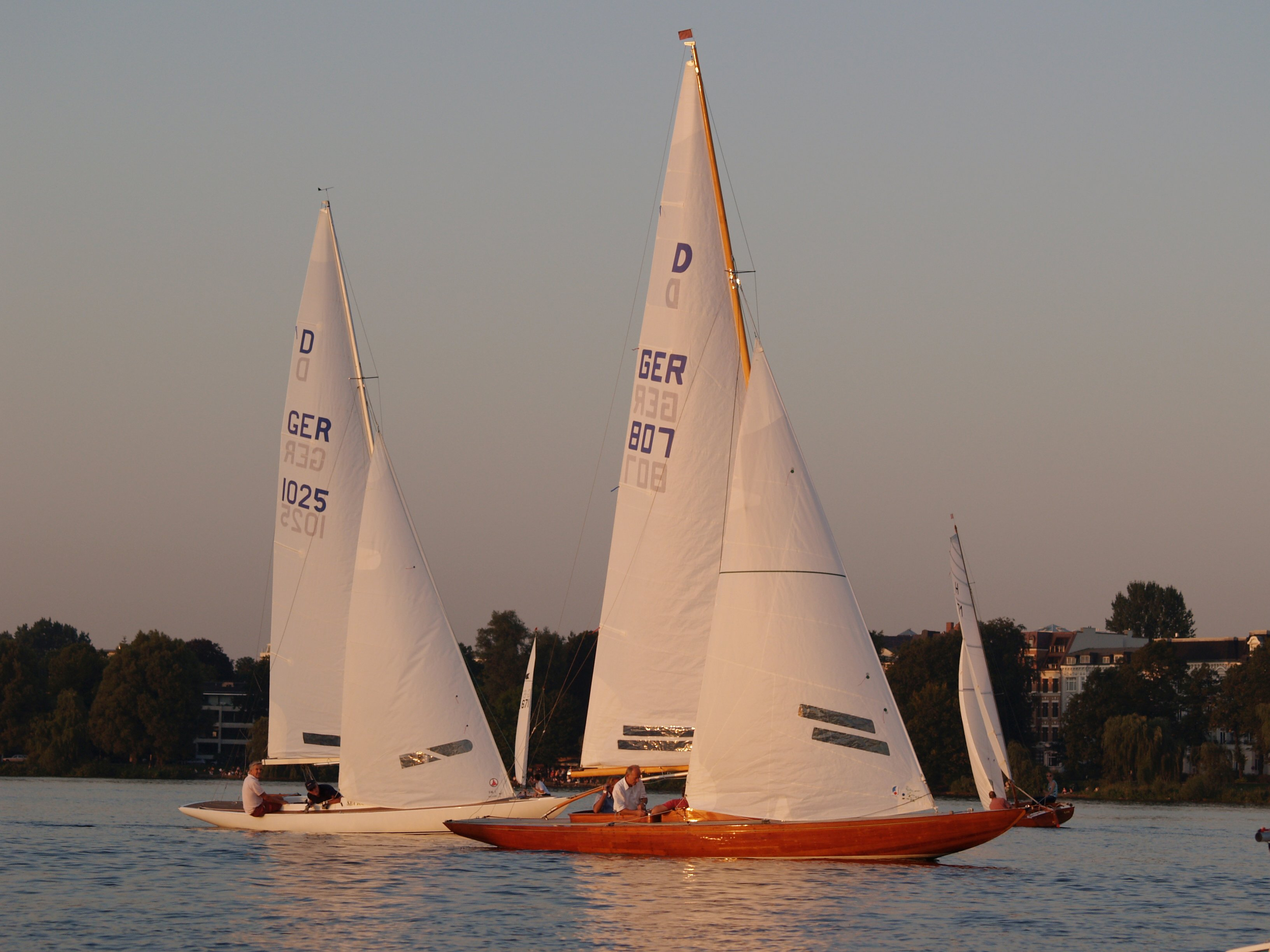
Drakbåtar under en tävling

Johan Anker var god vän med kronprins Olav och försökte efter den tyska invasionen i april 1940 påverka honom och kung Haakon VII att stanna kvar i Norge, i stället för att följa med den lagliga regeringen till London. Han reste i detta syfte till Nordnorge där kungen och kronprinsen var på flykt. I realiteten styrde då det norska administrasjonsrådet landet i samarbete med tyskarna. Kung Haakon VII var en bestämd motståndare mot att frångå grundlagens bestämmelser om regeringsbildning. Den tyskvänlige Johan Anker försökte därmed övertala kronprins Olav att begå en statskupp.

## Några välkända båtar av Johan Anker
- Norna, 6mR
- Brand IV, 12mR, 1909
- Titania, 12mR, 1910
- Rollo, 12mR, 1911
- Danseuse, 12mR, 1911
- Magda IX, 12mR, 1912
- Ayesha, ex Hadumoth, 6mR, 1912
- Corona, 12mR, 1913
- Sibyllan, 12mR, 1913
- Storm, 12mR, 1913
- Moana, 10 mR 1914
- Thea, 12mR, 1918
- Figaro II, 12mR, 1918
- Figaro III, 12mR, 1924
- Cotton Blossom II, Q-Klasse, 1925 (ägare: Dennis Conner)
- Magda XI, 12mR, 1928
- Drake, entypsbåt, 1929
- Silja, 8mR, 1930, Silvermedalj 1936
- Vema III, 12mR, 1933
- Figaro VI, 12mR, 1936
- R/S Astrid Finne, 1937